# Bitwa pod Wadi al-Chazindar
Bitwa pod Wadi al-Chazindar (Wadi al-Khazandar), zwana też III bitwą pod Himsem – starcie zbrojne, które miało miejsce dnia 23 grudnia 1299 r. w trakcie walk Mameluków z Ilchanidami.
W grudniu 1299 r. armia ilchana Ghazana składająca się z Mongołów, Ormian i Gruzinów wkroczyła do Syrii. Po minięciu Aleppo Ghazan skierował się ku Homsowi. Mamelucy, nie spodziewający się ataku zimą, zebrali pośpiesznie swoje siły, które ruszyły na spotkanie Mongołów. Dnia 23 grudnia 1299 r. armia mamelucka przecięła drogę Mongołom pod Wadi al-Chazindar na północ od Homsu.
Po dotarciu na miejsce Ghazan nakazał swojemu lewemu skrzydłu zatoczyć koło i wyjść na tyły Mameluków. Postanowił jednak wydać mu bitwę dopiero następnego dnia, przeznaczając resztę dnia na odpoczynek dla ludzi i koni. Mamelucy odczytali to jako chęć wycofania się przeciwnika, po czym przypuścili szarżę na środek sił mongolskich. Atak Mameluków natrafił na silną obronę Mongołów, którzy zasypali przeciwnika deszczem strzał, powodując chaos w szeregach wroga. Po przegrupowaniu sił Mamelucy ruszyli na prawe skrzydło mongolskie, gdzie spodziewali się zastać i zabić samego Ghazana (sądzili tak po głosach głośnych bębnów). W ataku tym zabili wielu ludzi z gwardii przybocznej chana, samego Ghazana jednak nie dostrzegli. Bębny okazały się podstępem, a chan walczący w środku zarządził atak lewego skrzydła na tyły atakujących sił przeciwnika. Mameluków otoczono, a próbujących przyjść im z pomocą Beduinów odparto i rozproszono. Wówczas do ucieczki rzucili się pozostali Mamelucy, każdy ratował własną skórę. Nastąpiła rzeź i tylko nielicznym udało się ujść bezpiecznie. Bajbars i Salar wycofali się z pola bitwy, a zapadająca noc uchroniła armię przed całkowitą klęską. Mongołowie nie podjęli pościgu, wobec czego armia mamelucka mogła przygotować się do kolejnej inwazji, przeprowadzonej przez Mongołów w roku 1300.